# Аделфі (Меріленд)
Аделфі (англ. Adelphi) — переписна місцевість (CDP) в США, в окрузі Графство принца Георга штату Меріленд. Населення — 16 823 особи (2020).

## Географія
Аделфі розташоване за координатами 38°59′48″ пн. ш. 76°57′58″ зх. д. / 38.99667° пн. ш. 76.96611° зх. д. (38.996594, -76.966095).  За даними Бюро перепису населення США в 2010 році переписна місцевість мала площу 7,10 км², з яких 7,09 км² — суходіл та 0,01 км² — водойми.

## Демографія
Згідно з переписом 2010 року, у переписній місцевості мешкало 15 086 осіб у 5011 домогосподарстві у складі 3145 родин. Густота населення становила 2125 осіб/км².  Було 5526 помешкань (778/км²).
Расовий склад населення:
| - 36,7 % — чорних або афроамериканців - 25,4 % — білих - 7,8 % — азіатів - 1,4 % — корінних американців - 24,1 % — осіб інших рас |

До двох чи більше рас належало 4,6 %. Частка іспаномовних становила 42,1 % від усіх жителів.
За віковим діапазоном населення розподілялося таким чином: 21,6 % — особи молодші 18 років, 69,8 % — особи у віці 18—64 років, 8,6 % — особи у віці 65 років та старші. Медіана віку мешканця становила 31,7 року. На 100 осіб жіночої статі у переписній місцевості припадало 103,3 чоловіків;  на 100 жінок у віці від 18 років та старших — 103,6 чоловіків також старших 18 років.
Середній дохід на одне домашнє господарство  становив 83 352 долари США (медіана — 66 555), а середній дохід на одну сім'ю — 90 097 доларів (медіана — 60 651). Медіана доходів становила 39 099 доларів для чоловіків та 37 743 долари для жінок. За межею бідності перебувало 13,2 % осіб, у тому числі 22,9 % дітей у віці до 18 років та 14,3 % осіб у віці 65 років та старших.
Цивільне працевлаштоване населення становило 9285 осіб. Основні галузі зайнятості: освіта, охорона здоров'я та соціальна допомога — 24,9 %, науковці, спеціалісти, менеджери — 16,5 %, мистецтво, розваги та відпочинок — 10,7 %, будівництво — 10,7 %.